# スロットマシン

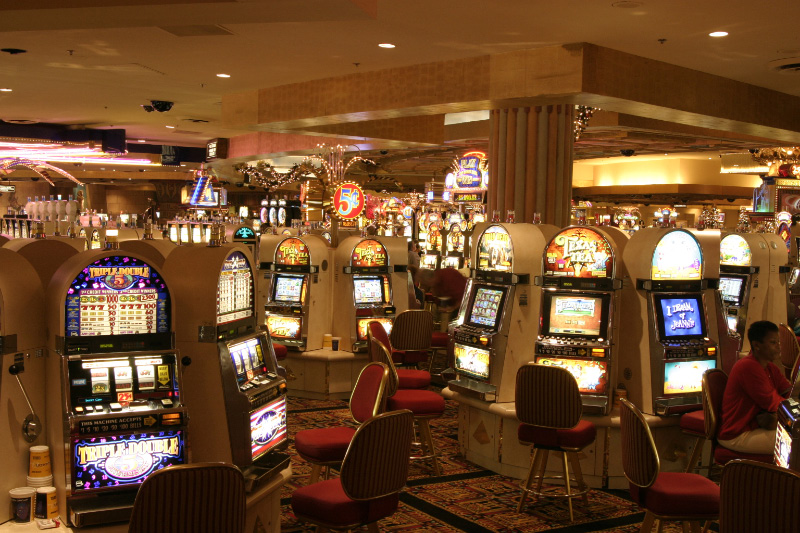
ラスベガスのカジノに設置されるスロットマシン

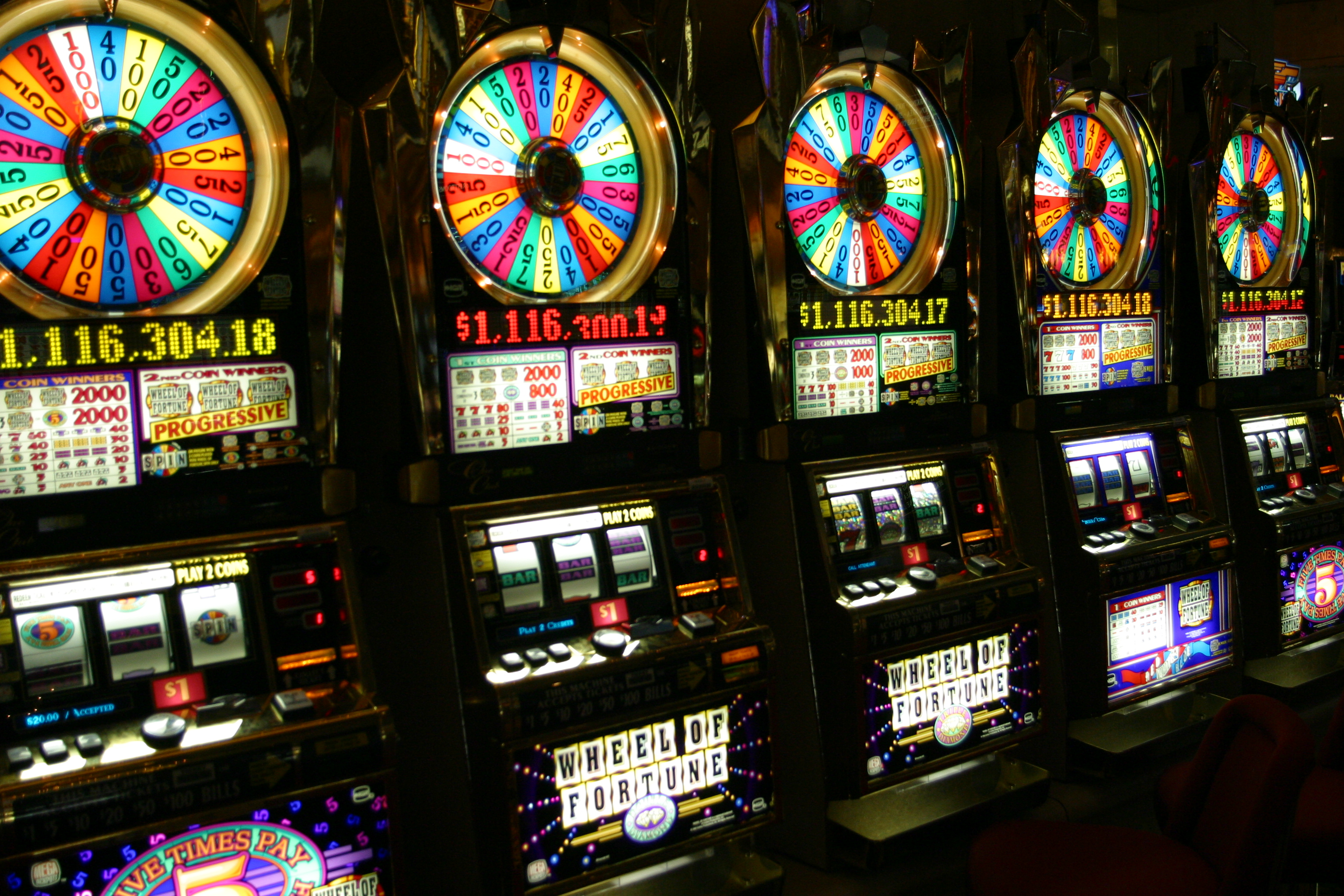
ラスベガスの人気リールマシンウィール・オブ・フォーチュン

スロットマシン (英: slot machine) とは、賭博（ギャンブル）を目的とするコイン作動式のゲーム機のことである。このようなゲーム機には、リールマシン、ビデオスロット、ビデオポーカー、ビデオキノ、ホースレース、オートルーレット他さまざまな種類があるが、一般的には、これらギャンブルゲーム機全体を指す広義の意味よりも、リールマシンおよびビデオスロットのみを指す狭義の意味として用いられる場合が多い。本項では、原則として狭義の意味のスロットマシンについて説明するが、誤解や混同を避けるため、本文中では「リールマシン」あるいは「ビデオスロット」の語を使用し、「スロットマシン」と記述する場合は、必ず広義の意味であるものとする。
「スロット」の名は、硬貨またはトークン（代用貨幣）の投入口を意味する言葉「コインスロット」に由来する。そのため、文脈によっては自動販売機やジュークボックス、ギャンブルを目的としないアーケードゲーム機など、コイン作動式の機械すべてを包括して指す用例も見受けられる。
逆に硬貨やトークンを受け入れるスロットが無く、磁気カードなどで遊ぶリールマシンやビデオスロットも「スロットマシン」と呼ばれる。

## 歴史

### リールマシン以前
コインで作動するチャンスゲーム機がアメリカにおいて製造されるようになったのは、南北戦争以降のことである。1870年代中頃には、コイン作動式の競馬ゲームがアメリカの酒場で稼動し、この種の機械が新たな工業製品の分野として成立するようになった。1890年代になると、一般に「ポケットマシン」と呼ばれる、無数のピンを打った盤面にコインを投入し所定のポケットに入れば勝ちという、日本のパチンコを思わせるゲームや、一般に「ホイール」と呼ばれる、面を放射状に区分けした円盤が回転するマネー・ホイールに似たゲーム機が多く製造されるようになる。しかし、スロットマシンの主流がリールマシンに移る1930年代以降、この種のマシンは少なくなっていった。

### 初期のリールマシン
現代のリールマシンのように、複数の回転輪を並べて回転させ、停止した時の絵柄の組合せで得喪を決定するリールマシンは、1890年代の早い時期から、ポーカーをモチーフとするゲームとして出現している。しかし、それらはゲーム結果の判定と払い出しを自動的に行うメカニズムを備えておらず、当たりの目が出た場合には、オペレーターが景品のビールや葉巻を手渡しで払い出す必要があった。

### リバティ・ベルと3リールマシンの台頭

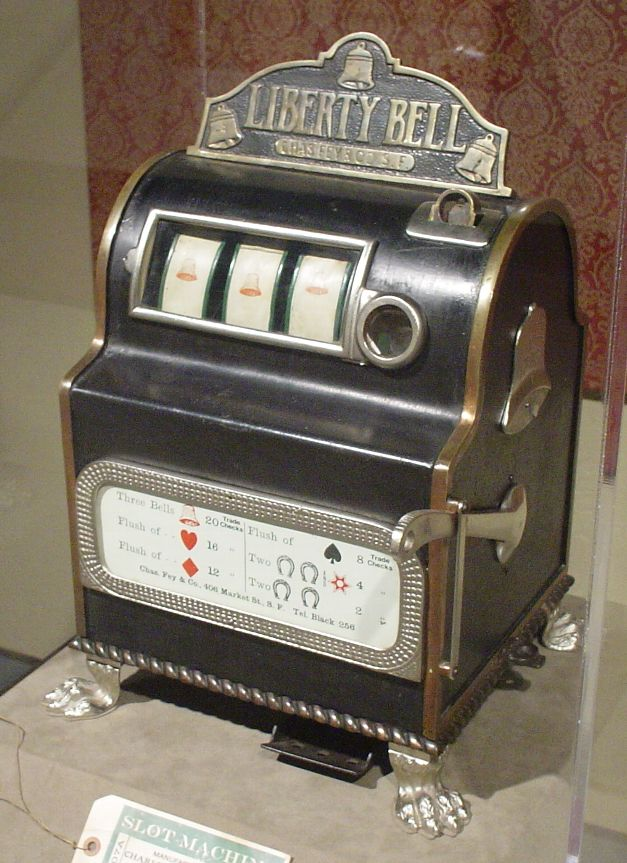
チャールズ・フェイが開発したリバティ・ベル

1898年、アメリカのカリフォルニア州サンフランシスコでスロットマシンの開発を行っていたドイツ系移民のチャールズ・フェイは、3つの回転輪を持ち、ゲーム結果の判定及び賞金の払い出しを自動的に行う機能を備えた初めてのリールマシン「カード・ベル」を発明した。翌1899年、フェイはそのメカニズムを搭載した「リバティ・ベル」機をサンフランシスコのサルーンに設置して売上を折半する営業方法を採り、大きな成功を収めた。フェイはこの機械を販売しなかったため、そのメカニズムの秘密は長い間明らかにされなかったが、1905年、あるサルーンに設置されていたリバティ・ベル機が何者かによって盗み出される事件があり、その後に、当時のスロットマシンメーカーの最大手であるミルズ社より、「ミルズ・リバティ・ベル」という名の、フェイの発明に酷似するリールマシンが売り出された。ミルズ社はその後も精力的に類似のリールマシンを開発、販売し、他のスロットマシンメーカーもこれを模倣した製品の製造を始めたため、フェイが独占していた頃にはサンフランシスコに留まっていた3リールのリールマシンは全米を席巻するようになり、やがては世界に広まることとなった。フェイの「リバティ・ベル」が規定したリールマシンの基本要件は、現代に至ってもなお変わらないエポックであるとして、サンフランシスコにあったフェイの工房の跡地には、現在、カリフォルニア州が認定する937番目の史跡として記念碑が建てられている。
1899年のロサンゼルス・タイムズによると「ほぼあらゆる酒場にこうした機械が1台から6台あり、いったんこの習慣が身についてしまうとほとんどマニア状態となる。若者が何時間もぶっ通しで遊んでいるが彼らは最終的に間違いなく敗者になるだろう」

### シンボル（絵柄）の変遷
フェイの「リバティ・ベル」で使用されていたシンボルは、ベル、星、ハート、スペード、ダイヤモンド、蹄鉄の6種類であった。現代においてはスロットマシンの代名詞でもあり、時としてギャンブルゲーム全体の象徴にもなるフルーツシンボルが登場するのは、1910年にミルズ (Mills) 社が開発した「リバティベル・ガム・フルーツ」が最初である。これは、ギャンブル機との指弾を避けるために機械の横に付け加えたガムの自販機に因んで採り入れたもので、この時使用されたシンボルは、ベル、ガムの商標、プラム、オレンジ、レモン、スペアミントの6種類であった。ミルズ社は、同じ年に引き続きガムの自販機が付かない「オペレーターズベル」を製造し、その際にスペアミントシンボルはチェリーシンボルに差し替えられた。
これらフルーツシンボルはその後もリールマシンの標準的なシンボルとして使用され続け、ガムの商標もBARシンボルに変化して、現代まで受け継がれてきた。しかし、1980年代の中頃からは、フルーツシンボルは、ダブルバー（「BAR」シンボルを上下に二つ重ねた絵柄）、トリプルバー（同じく上下に三つ重ねた絵柄）などのBARシンボルのバリエーションや「7（セブン）」シンボルなど、より序列がわかり易いシンボルに置き換えられる傾向が強まり、チェリーシンボル以外のフルーツシンボルを使用する機種は少なくなっている。
ビデオスロットにおいては、本来は「ポーキーマシン」と呼ばれるオーストラリアのレギュレーションに沿うための仕様である、トランプのランクを示唆する A（エース）・K（キング）・Q（クィーン）・J（ジャック）・10（テン）の文字シンボルを含む5リールのビデオスロットのスタイルが、オーストラリアの有力なスロットマシンメーカーの台頭とともに、北米などオーストラリア以外の市場でも広まっている。

### エレクトロメカニカルの時代
1963年、イリノイ州は、それまで法で禁じていたギャンブルマシンの製造を解禁した。これを受けた同州のゲーム機メーカーのバーリー社は、従来の基本的なメカニズムにエレクトロメカニカル回路を導入し、革命的なスロットマシンを次々と発表していった。まず1964年、「モデル742」において、払い出し機構に初めてホッパーを採用した。それまでの払い出し機構は、払い出すコインを細長いチューブの中に平らに一列に積み上げる形で収納しており、少し大きな当たりが続くとチューブが空になってしまうという問題を抱えていたが、コイン容量が格段に大きいホッパーは、この問題を解決した上に、より大きな当たりも自動的に処理できるようになった。また、1967年には1回のゲームに最高5枚のコインが投入できる「モデル809」を、翌1968年にはコインを投入するごとにペイラインが最大3本まで増加する「モデル831」を発表した。このように、1回のゲームに複数のコインを投入させる、即ちゲーム単価を上げるという概念は、現代のスロットマシンの殆ど全てに継承されている。

### バーチャルリールとステッピングモーター
バーチャルリールとは、1982年に米国ネバダ州リノ在住のインゲ・S・テルナエスにより特許申請され、1984年に認可された、リールマシンに関する技術理論である。これは、マシンの稼動から得られる利益を減らすことなく、より高額のジャックポットを容易に提供できるマシンを作ることを目的とするもので、その手段として、従来は機械的な動作で得ていたゲームの結果を、コンピュータで電子的に得るようにしようというものである（詳細は後述「動作原理」参照）。前出のバーリー社は、1980年にこの理論を応用した初めてのリールマシン「E-1000」シリーズを発表している。
1985年、日本のユニバーサル社（現ユニバーサルエンターテインメント）は、バーチャルリールを実現する目的で、二人の米国人開発者によってリール機構にコンピュータ制御されたステッピングモーターが採用されたリールマシンを、ラスベガスに初めて投入した。バーチャルリールとステッピングモーターの組合せは他社製品にも瞬く間に広まり、現代のリールマシンの必須要件となった。これは30年以上経過した現在も変わっていない。
ステッピングモーターのリールマシンへの導入自体は、1982年に、英国ウェールズのJPM社によって、国内市場向けの「ナッジ・マシン」と呼ばれるスロットマシンで既に行われている。このマシンでは、リールが停止した後も、プレイヤーがボタンを操作することによって更にシンボルを上下にずらすことができる「ナッジフィーチャー」で、ステッピングモーターの特性が利用されていた。ただ、このゲーム機が設置されている地域は非常に限られており、これを現代の新機軸リールマシンの直接の起源として結びつけるには根拠となる資料が不足している。
日本においては、英国よりも更に早い1980年に、やはり国内市場向けの「パチスロ」に、ステッピングモーターが使用されていたとの記録が残っている。これは、パチスロがストップボタンによってプレイヤーの任意のタイミングでリールを停止させるゲームであるため、パチスロの内部で行われる電子的な抽選結果に反するゲーム結果とならないようリールを制御する目的に使用されたものであるが、この事実と、ラスベガスで初めてステッピングモーターを使用したリールマシンを展開したのが日本のパチスロメーカーであったユニバーサル社（当時）であることを考え併せると、現代リールマシンの最も重要な技術改革の一端は、日本を起源とする可能性が高い。

## 動作原理
1980年代中頃以前、すなわちステッピングモーターが導入される以前のリールマシンは、ハンドルを引く動作を利用して伸ばしたばねの力を動力源としてリールを回転させ、リールの停止及び表出したシンボルの検知は、歯車、金属製のアーム、接点式スイッチなどを組み合わせて機械的および電気的に行っており、どのシンボルが表出するかは、実際にリールが停止するまでわからなかった。このような機械的な構造は、物理的な制約が多く、ゲーム性や射幸性の幅を拡げるにも限界があった。また、レバーを引く程度や要する時間などにより、いわゆる「攻略」することができるものも一部に存在し、「リズムボーイズ」と呼ばれるプレイヤー層によってカジノ収益が脅かされることもあった。
現代のリールマシンは、コンピュータプログラムを搭載したIC基板とステッピングモーターをその構成の核として、バーチャルリールという考え方で動作している。バーチャルリールとは、ゲームの結果として表出するシンボルを、コンピュータプログラムの中に仮想的に格納されているシンボル群から「ランダムナンバージェネレーター」と呼ばれる乱数発生回路によって電子的に決定するという手法で、ステッピングモーターは、その結果に従って目的のシンボルが所定の位置に停止するよう回転を制御するために必要な技術である。仮想的なシンボルの数は、ステッピングモーター以前の技術が抱えていた物理的な制約がないため、理論的にはほぼ無限に設定できるので、出現確率が大変低いシンボルを設定して、非常に高額な当たりを提供するということも容易となった。
ビデオスロットの動作原理は、リール部分がビデオモニターに映し出されるコンピュータグラフィックスに置き換えられてはいるが、基本的には現代のリールマシンと同じである。

## ビデオスロット
初めてのビデオスロットは、1970年代後半、ちょうどビデオゲームが産業として華々しく発展していた時期に登場し、最先端のハイテクノロジーを駆使したゲーム機として注目を集めた。しかし、画面にメッセージが表示できるなど多少の付加価値はあったものの、本質的には従来のリールマシンのリール部分をビデオ化したに留まるものであったためしだいに廃れ、またリールマシンにはステッピングモーターが導入されて一段と射幸心の高いゲームが提供されるようになったこともあって、一部の市場を除いてはあまり顧みられることはなくなった。しかし、2000年前後頃になると、コンピュータ技術も格段に向上し、高度なコンピュータグラフィック表現を用いたボーナスゲームなど、ゲームの魅力を高めるフィーチャーにその能力が発揮されるようになってからは人気が高まり、カジノを席巻するまでになった。2020年時点では描画エンジンにUnityが専用版を提供するなど、よりリッチな表現を容易に実現可能とする技術的な進歩が進んでいる分野である。
ビデオスロットは、また、リールマシンでは無理があるようなペイラインの設定などでも、グラフィックによる自由度の高い表現力で克服できるとして、1回のゲームによりたくさんのお金をかけることが出来るような作りにし易かったという点も、現在の隆盛を見る要因の一つと言える。

## プログレッシブジャックポット
大当たりのことを一般に「ジャックポット (JACKPOT)」と呼ぶが、中でも賭け金の一定の割合を特定の当たり役の配当に加算する事で賞金を増加させるシステムを「プログレッシブジャックポット」と呼び、通常の大当たりとは区別してプレイヤーに対するより強いインセンティブとしてアピールされる。これはスロットマシンには馴染み易いフィーチャーで、1960年代には既に取り入れられているリールマシンが出現している。プログレッシブジャックポットには、以下のタイプがある。
1. 設置されたマシン単体で賞金が積み上げられる「スタンドアロン」
2. 単一カジノ内の同種マシンで一つのプログレッシブジャックポットを共有する「リンクド・プログレッシブ」
3. 複数のカジノや複数の州（アメリカ）を跨ぐ同種マシンで一つのプログレッシブジャックポットを共有する「ワイドエリア・プログレッシブ」
4. リンクド・プログレッシブの変形で、ゲームの結果によらず、いつ、誰に、どんなタイミングで当たるかわからない「ミステリー・ジャックポット」

これらのうち、「ワイドエリア・プログレッシブ」は、バーチャルリールとステッピングモーターの導入によって膨大な組み合わせ数を作ることが可能となったからこそ実現できたもので、当選賞金の世界記録を更新するなどでときおり一般にも報道されることもあり、現代のスロットマシンを象徴するフィーチャーの一つと言える。
なお、「ジャックポット」という言葉を、「プログレッシブジャックポット」の同義語のように用いる混乱が、一般マスコミで散見される。必ずしも誤りとは言えない場合もあるが、プログレッシブ・ジャックポット以外はジャックポットとは呼ばないかのような誤解を与えかねない用法には注意すべきである。